# Ocnerogyia
Ocnerogyia este un gen de molii din familia Lymantriinae.